# Dance Central
Dance Central är ett musik- och rytmspel till Xbox 360 och en lanseringstitel till Kinect. Spelet utvecklades av Harmonix och publicerades av MTV Games och Microsoft Game Studios. Det gavs ut den 4 november 2010. Det har fått två uppföljare, Dance Central 2 och Dance Central 3. 

## Mottagande
| Dance Central   | Dance Central |
| Samlingsbetyg   | Samlingsbetyg |
| Tjänst          | Betyg         |
| --------------- | ------------- |
| Gamerankings    | 83.15%        |
| Metacritic      | 82%           |
| Recensionsbetyg |               |
| Publikation     | Betyg         |
| Eurogamer       | 8/10          |
| Gamespot        | 8.5/10        |
| IGN             | 8.0/10        |
| X-Play          | 4/5 stjärnor  |